# Обов'язок і людина
Обов'язок і людина (англ. Duty and the Man) — американська короткометражна драма режисера Оскара Апфеля 1913 року.

## У ролях
- Джеймс Ешлі — Ходжес
- Гертруда Робінсон — Джесс
- Чарльз Елліотт — Джим Хакетт
- Ірвінг Каммінгс — Філіп Стіл - заступник
- Джордж Сігман — інспектор МакГрегор